# Karang Jaya (Teras Terunjam)
Karang Jaya is een bestuurslaag in het regentschap Muko-Muko van de provincie Bengkulu, Indonesië. Karang Jaya telt 416 inwoners (volkstelling 2010).